# Marijeta Draženović
Marijeta Draženović (ur. 19 sierpnia 1988) – chorwacka siatkarka, grająca jako rozgrywająca. 
Obecnie występuje w drużynie ŽOK Vukovar.